# La Vivante épingle
Pour plus de détails, voir Fiche technique et Distribution.
La Vivante épingle est un film français muet réalisé par Jacques Robert, sorti en 1922. Ce film est une adaptation du roman éponyme de Jean-Joseph Renaud, paru en 1920. Le roman est disponible en ligne,.

## Fiche technique
- Titre : La Vivante épingle
- Réalisation : Jacques Robert
- Scénario : Jean-Joseph Renaud d'après son roman
- Photographie : Willy Faktorovitch
- Pays de production :  France
- Production : S.E.G. (Société des établissements L. Gaumont)
- Métrage : 1 890 m
- Dates de sortie : 
  - France : 3 mars 1922

## Distribution
- Jean Toulout : Heckey
- Maurice Vauthier : le professeur Terraude
- Lucienne Legrand : Mlle Terraude
- Armand Numès : Christophe
- Berthe Jalabert
- Juanita de Frézia[3]
- Jeanne Calvé
- Georges Cahuzac
- Lucien Arnaud
- Lilian Constantini